# Derby Trailblazers
Derby Trailblazers Basketball Club ist ein Basketballverein aus Derby in England. Der im Jahr 2000 gegründete Verein bildete den Unterbau von Jugendmannschaften und Reservemannschaft für die professionelle Basketballmannschaft Derby Storm. Die 1984 als Turbos gegründeten Storm spielten jahrelang unter anderem unter der Bezeichnung Rams, dann Bucks und schließlich Storm in der geschlossenen Profiliga British Basketball League (BBL), bevor sie schließlich 2002 ihren Spielbetrieb einstellten. Die Trailblazers blieben als Verein bestehen und erreichten schließlich die höchste englische Spielklasse „English Basketball League“ (EBL) Division One, in der sie 2010 die Meisterschaft gewannen.

## Geschichte

### Derby Turbos / Rams (1984 bis 1991)
1984 wurde in Derby eine Mannschaft unter dem Namen Turbos eingerichtet, die auch an den nationalen Wettbewerben der „National Basketball League“ (NBL) teilnehmen sollte. Unter dem Rams erreichte man 1986 die Aufnahme in die Division One der NBL, wo man nach vier Siegen in 24 Spielen den 13. und letzten Tabellenplatz in der Saison 1986/87 belegte. Zusammen mit dem schottischen Verein Murray BC Livingston bildeten die Mannschaften der NBL Division One 1987 dann die geschlossene British Basketball League, in deren Premierensaison die Rams ebenfalls teilnahmen.
In der 15 Mannschaften umfassenden Liga erreichten die Rams erneut nur vier Siege, doch zwei Mannschaften waren noch schlechter, so dass die Rams als 13. nur Tabellendrittletzter in der Saison 1987/88 waren. In der folgenden Spielzeit schieden bereits vier Mannschaften aus der Liga aus, doch den Rams kam dies sportlich nicht zugute, denn sie belegten nach nur drei Saisonsiegen den zehnten und vorletzten Tabellenplatz. Ebenso wie die Rams sportlich kriselten, musste die BBL für ihre dritte Spielzeit einen weiteren Rückgang von Mannschaften auf nur noch acht Franchises hinnehmen. Die Rams wurden in der verkleinerten Liga wettbewerbsfähiger und waren hinter den vier Mannschaften mit positiver Saisonbilanz Fünfter als „best of the rest“.  In den auf vier Mannschaften verkleinerten Play-offs reichte dies jedoch nicht für eine Teilnahme an der Finalrunde. In der Saison 1990/91 hatte die BBL mit den Hemel Royals einen Neuzugang, ohne dass eine Franchise die Liga verließ, und auch die Rams konnten sich sportlich weiter konsolidieren, indem sie am Ende der Spielzeit erstmals keine negative Saisonbilanz aufwiesen. Als Tabellenfünfter mit BBL-Topscorer Ernest Lee in ihren Reihen, der knapp 33 Punkte pro Spiel erzielte, durfte man diesmal an den Play-offs teilnehmen, in denen man in der ersten Runde gegen die Leicester City Riders ausschied. Die Rams hatten die turbulenten Anfangsjahre der BBL und eigenen sportlichen Dürrejahre zunächst erfolgreich überstanden.

### Derby Bucks (1991 bis 1995)
Die Rams nannten sich 1991 in Bucks um und schafften in der Saison 1991/92 erstmals eine positive Saisonbilanz mit mehr Siegen als Niederlagen. Die 18 Siege in 30 Spielen reichten jedoch erneut nur zum fünften Platz in der auf elf Mannschaften angewachsenen Liga, so dass man erneut in der ersten Play-off-Runde ausschied, diesmal gegen die London Towers. Gegen den gleichen Gegner verlor man auch in der ersten Play-off-Runde der folgenden Spielzeit, wobei man in der „Best-of-Three“-Serie sein erstes Spiel in der „Postseason“ gewann. Sportlich erlitt man jedoch einen Rückschlag, als man als Tabellensechster zuvor die Saison mit negativer Bilanz abgeschlossen hatte. Die Bucks litten unter mangelnder Unterstützung von Sponsoren und meldeten sich vom Ligabetrieb ab.
Kurz vor Beginn der Saison 1993/94 wurden die Bucks „gerettet“, als sich doch noch Sponsoren zur Unterstützung bereitfanden und die Liga erlaubte die Nachmeldung. Unter diesen Umständen waren die 17 Siege in 36 Spielen auf dem achten Tabellenplatz für die Mannschaft als Erfolg anzusehen. Die über den Saisonverlauf ins Rollen gekommenen Bucks konnten dann in der ersten Play-off-Runde den Hauptrundenersten Thames Valley Tigers überraschen und siegten glatt in den ersten beiden Spielen der Serie. Im Halbfinale verloren sie dann gegen Titelverteidiger Worthing Bears mit zwei Punkten Unterschied. Die Saison 1994/95 verlief jedoch sportlich eher wieder ernüchternd, als man nach nur zehn Siegen in 36 Spielen den neunten Platz unter 13 Mannschaften erreichte. Zum ersten Mal seit 1990 nahm man nicht an der Postseason teil.

### Derby Storm (1995 bis 2002)
1995 übernahm man eine Fabrikhalle, die man als Sportstätte namens Thunderdome umbaute, und war damit die erste Franchise der BBL, die ihre Heimspielstätte selbst besaß. Die Mannschaft bekam zudem als Storm erneut eine neue Firmierung und fand sportlich wieder in die Erfolgsspur zurück, als man mit positiver Saisonbilanz Tabellenfünfter in der Saison 1995/96 wurde. Gegen den späteren Titelgewinner Birmingham Bullets schied man jedoch in der ersten Play-off-Runde aus. In der folgenden Saison schlug das Pendel jedoch wieder um und mit negativer Saisonbilanz verpasste um einen Sieg als Tabellenneunter den Einzug in die Play-offs. In der Saison 1997/98 gewann man zwei Spiele mehr, was aber dafür reichte, um mit 16 Siegen in 36 Spielen als Siebter die zweite Tabellenhälfte der Mannschaften mit negativer Saisonbilanz anzuführen. In der ersten Play-off-Runde traf man erneut auf die Bullets, denen man in der „Best of Three“-Serie deren einzige Postseason-Niederlage zufügen konnte, denn am Ende gewann die Bullets erneut die Play-offs wie zwei Jahre zuvor.
In der Saison 1998/99 erreichten die Storm ihr erstes Finalspiel in einem Wettbewerb der BBL. Im Ligapokal BBL Trophy verlor man jedoch im Titelduell gegen die Manchester Giants deutlich mit 69:90. In der Liga konnte man sich zwar nur um einen Platz auf den sechsten Abschlussplatz verbessern, doch mit 21 Siegen in 36 Spielen hatte man wieder eine positive Saisonbilanz. Dafür blieb man in der Postseason sieglos und verlor in zwei Spielen der ersten Runde gegen die Thames Valley Tigers. In der folgenden Saison wurden in der BBL Conferences eingeführt, doch die Storm erreichten in der Northern Conference mit 17 Siegen in 36 Spielen wegen des schlechteren direkten Vergleichs gegenüber den Chester Jets nur den fünften Platz und verpassten damit wieder die Play-offs. Die Storm verpassten nun sportlich den Anschluss und belegten in der Saison 2000/01 mit nur den sechs Saisonsiegen den vorletzten Tabellenplatz, da die Edinburgh Rocks mit nur fünf Siegen noch schlechter waren. In der Saison 2001/02 reichte es dann nur noch zu drei Siegen und der letzte Platz in der Abschlusstabelle der Northern Conference war nicht mehr zu vermeiden. Die eingeschränkten wirtschaftlichen Möglichkeiten ließen keine sinnvollen Spielbetrieb mehr zu und die Storm wurden zunächst für ein Jahr von der BBL suspendiert, kehrten aber nach einem Jahr nicht mehr in die Liga zurück.

### Derby Trailblazers (seit 2000)
Die Trailblazers wurden im Jahr 2000 gegründet, um Jugendmannschaften den Wettbewerb mit den besten Mannschaften Englands zu ermöglichen. Zudem hatte man eine Herrenmannschaft, die im Ligensystem der „National Basketball League“ (NBL) antraten und dort unter anderem mit den Derbyshire Arrows aus Killamarsh konkurrierten, die ihren Schwerpunkt jedoch im Norden in der Region um Sheffield in South Yorkshire haben. Nach der Einführung der „English Basketball League“ (EBL) im Jahr 2003 erreichten die Trailblazers, die im Moorways Centre, einer früheren Spielstätte der Storm, ihre Heimspiele austragen, 2005 den Aufstieg aus der dritten Division in die zweite Division, deren Meisterschaft sie 2007 gewannen. Nach dem Meisterschaftsgewinn spielte man in der Division One der EBL und richtete 2009 die Derby Basketball Academy in Zusammenarbeit mit dem Derby College ein.
In der EBL Division One gewann die Herrenmannschaft 2010 den ersten Platz nach der regulären Saison, verlor jedoch in den Play-offs der EBL das Finalspiel gegen den Zweitplatzierten Manchester Magic. Nachdem man sich in der Saison 2010/11 nicht im Vorderfeld platzieren konnte, gewann man 2012 den Ligapokal der EBL National Trophy mit einem überzeugenden 87:60 über den langjährigen Konkurrenten Bristol Academy Flyers, mit dem man zusammen 2007 in die Division One aufgestiegen war. In der Liga konnte man über den dritten Platz in der regulären Saison in das Play-off-Finale einziehen, das diesmal gegen die BA London Leopards verloren ging. In der Saison 2012/13 strauchelte man sportlich und belegte nach nur sechs Saisonsiegen den 13. und vorletzten Tabellenplatz in der EBL Division One.